# هولیا شن
هولیا شن (انگلیسی: Hülya Şen؛ زادهٔ ۲۹ فوریهٔ ۱۹۶۸) بازیگر اهل ترکیه است.